# Hertzing
Hertzing település Franciaországban, Moselle megyében. Lakosainak száma 178 fő (2022. január 1.). Hertzing Barchain, Gondrexange, Héming és Neufmoulins községekkel határos.

## Népesség
A település népességének változása:
| Lakosok száma | 160  | 145  | 146  | 198  | 186  | 190  | 190  | 183  | 182  | 178  |
|               | 1968 | 1982 | 1990 | 2006 | 2013 | 2015 | 2017 | 2019 | 2020 | 2022 |